# 코리아메디컬홀딩스
코리아메디컬홀딩스(Korea Medical Holdings ; KMH)는 대한민국 의료와 관련 기술·산업의 해외 진출을 위해 설립된 주식회사이다. 한국보건산업진흥원(59.0%), 한국산업은행(11.2%), 명지의료재단, 영훈의료재단, 한라의료재단, 혜원의료재단, 한국의료수출협회 등이 주요 주주이다. 서울특별시 서초구 효령로 161 (방배동) 한국제약바이오협회 내에 있다.

## 연혁
- 2013년 5월 코리아메디컬홀딩스 설립
- 2013년 9월 대한민국 보건복지부로부터 G2G 사업주체임을 인정하는 LOC(Letter Of Certificate) 발급
- 2015년 6월 공공부문 70.2%, 민간부문 29.8%로 지분구조 개편
- 2016년 6월 본사 이전 (서울특별시 종로구 광화문 S타워 → 서울특별시 서초구 방배동 한국제약바이오협회)

## 주요 업무
- 헬스케어인프라 컨설팅
- 병원 위탁운영사업
- 프로젝트 매니지먼트
- 의료서비스 기획 및 의료 질 관리

## 조직

### 이사회
- 기술위원회

## 같이 보기
- 한국국제의료협회
- 한국디지털병원수출사업협동조합
- 서울대학교병원
- 대한무역투자진흥공사